# Výstražný kříž
Výstražný kříž je dopravní značka, která se umísťuje v místech křížení silnice nebo pěší cesty s kolejemi nějaké dráhy (celostátní železniční dráhy, tramvajové dráhy, průmyslové dráhy apod.). Hlavní účelem značky je upozornění chodců a řidičů v silničním provozu na železniční provoz, který prochází daným místem. Výstražný kříž se používá ve většině zemí světa, ačkoliv se v různých zemích liší ve své podobě.

## Výstražný kříž v Česku

Výstražný kříž pro jednokolejný přejezd

V Česku se umísťuje výstražný kříž vedle silnice těsně před koleje drážního přejezdu a musí být umístěn u každého přejezdu v zemi a to bez ohledu na pravidelnost zdejšího drážního provozu, další vybavení přejezdu zabezpečovacími zařízeními nebo druh dráhy, která přejezdem prochází. Používají se dvě varianty kříže: Výstražný kříž pro jednokolejný přejezd a Výstražný kříž pro vícekolejný přejezd. Výstražný kříž je na chráněných železničních přejezdech doplněn o malou tabulku s nápisem „Pozor vlak“. Na nechráněných přejezdech, tedy těch vybavených pouze výstražným křížem, se doplňková tabulka zpravidla neumísťuje.

Výstražný kříž pro vícekolejný přejezd

Legislativně byl výstražný kříž v Československu zaveden roku 1960 a to vyhláškou č. 141/1960 Sb., tehdy byl určen pro přejezdy bez závor, již dříve však byly přejezdy různým způsobem označovány. Ještě před rokem 1890 se patrně používalo označení nechráněných přejezdů tabulkou s nápisem „Pozor na vlak“. Později byla zavedena výstražná značka i pro chráněný přejezd. Vyhláška 141/1960 Sb., zavedla dvě varianty výstražného kříže, jednu pro jednokolejný přejezd a druhou pro dvojkolejný přejezd. Varianta pro dvojkolejný přejezd byla tvořena dvěma vzájemně se překrývajícími kříži jednokolejného přejezdu a bývala také používána na přejezdech s více než dvěma kolejemi. Postupně se výstražné kříže začaly instalovat i na přejezdech chráněných dalšími zabezpečovacími prvky. Vyhláška č. 99/1989 Sb. zrušila výstražný kříž pro dvojkolejný přejezd a zavedla výstražný kříž pro vícekolejný přejezd, který získal podobu výstražného kříže jednokolejného přejezdu doplněný o dolní půlkříž. Ačkoliv se nová varianta kříže začala postupně instalovat, původní varianta kříže se používala přechodně až do roku 1994.
V minulosti se vlečkový přejezd označoval značkou Jiné nebezpečí doplněnou o dodatkovou tabulku vyobrazující parní lokomotivu, zavedením vyhlášky 99/1989 Sb. se však začal výstražný kříž umísťovat i u vlečkových přejezdů.

## Výstražný kříž v zahraničí
Výstražný kříž zavedla Vídeňská úmluva o dopravních značkách a signálech. Ta dále uvádí, že značka má být tvořena dvěma překříženými rameny a její velikost musí být větší než 1,2 metru. Úmluva také zavedla základní provedení kříže: kříž musí mít bílou nebo žlutou základovou barvu a červené nebo černé ohraničení. Uvnitř kříže také může být černý varovný nápis. Podle úmluvy má být v místech, kde místní podmínky brání standardnímu umístění výstražného kříže, kříž otočen o 90°, čili postaven svisle. Ačkoliv se toto v českých podmínkách neuplatňuje, více méně všechny země mají minimálně legislativně zavedenou natočenou verzi kříže. V Německu je dokonce vertikálně natočená verze považována za základní podobu kříže a horizontální verze se umísťuje jen mimořádně a to nad úroveň silnice. Naopak třeba ve Švédsku se za základní variantu kříže považuje horizontální a vertikální podoba prakticky existuje jen legislativně.
Výstražný kříž se liší barevným provedením třeba ve Finsku, Řecku nebo Nigérii, kde má kříž žlutou barvu a červené ohraničení. Naopak v Austrálii, na Novém Zélandu a ve Filipínách se používá bílá verze s černým ohraničením a černým nápisem „Railway Crossing“. Například v Německu nebo Nizozemsku se podoba kříže dokonce liší tak, že kříž nemá žádné ohraničení a červeně jsou zbarveny jen okraje ramen kříže.
Zvláštností je slovenská podoba značky, která je tvořena bílou obdélníkovou tabulí a kříž je vyobrazen uvnitř tabule.
Země od země se také liší podoba kříže pro vícekolejný přejezd, řada zemí používá variantu s druhý dolním půlkřížem (podobně jako v Česku), v Austrálii nebo Peru se však používá kříž jednokolejného přejezdu doplněný o informaci o počtu kolejí. Některé země jako Rakousko používá pro vícekolejný přejezd značku obdobnou dřívější české variantě, tedy složenou ze dvou vzájemně se překrývajících křížů.

### Výstražné kříže jednokolejných přejezdů podle zemí

Belgie
Botswana
Bosna a Hercegovina, Chorvatsko, Německo (horizontální), Malajsie, Severní Makedonie, Slovensko
Brazílie
Dánsko
Chile
Itálie
Japonsko, Jižní Korea a Tchaj-wan
Kanada
Kolumbie
Mexico
Peru
Polsko
Rakousko
Spojené státy americké
Švédsko
Venezuela

### Výstražné kříže vícekolejných přejezdů podle zemí

Belgie
Brazílie
Dánsko
Chile
Bosna a Hercegovina, Chorvatsko, Severní Makedonie a Norsko
Itálie
Kolumbie
Peru
Polsko
Rakousko
Slovensko
Spojené státy americké
Švédsko
Venezuela